# TuS St. Arnold
Der TuS St. Arnold ist ein Sportverein aus der Gemeinde Neuenkirchen (Kreis Steinfurt) im Ortsteil St. Arnold, in dem die Sportarten Fußball, Karate, Tennis, Tischtennis und Turnen ausgeübt werden. 
Auf nationaler und internationaler Ebene sind die Karatekas erfolgreich, die mehrere deutsche Meister im Senioren- und Jugendbereich hervorgebracht haben. Der TuS St. Arnold gehörte der Karate-Bundesliga an, bis diese 2002 aufgelöst wurde. Der Verein ist einer der wenigen so erfolgreichen, in dem der Stil Gōjū-Ryū praktiziert wird.  

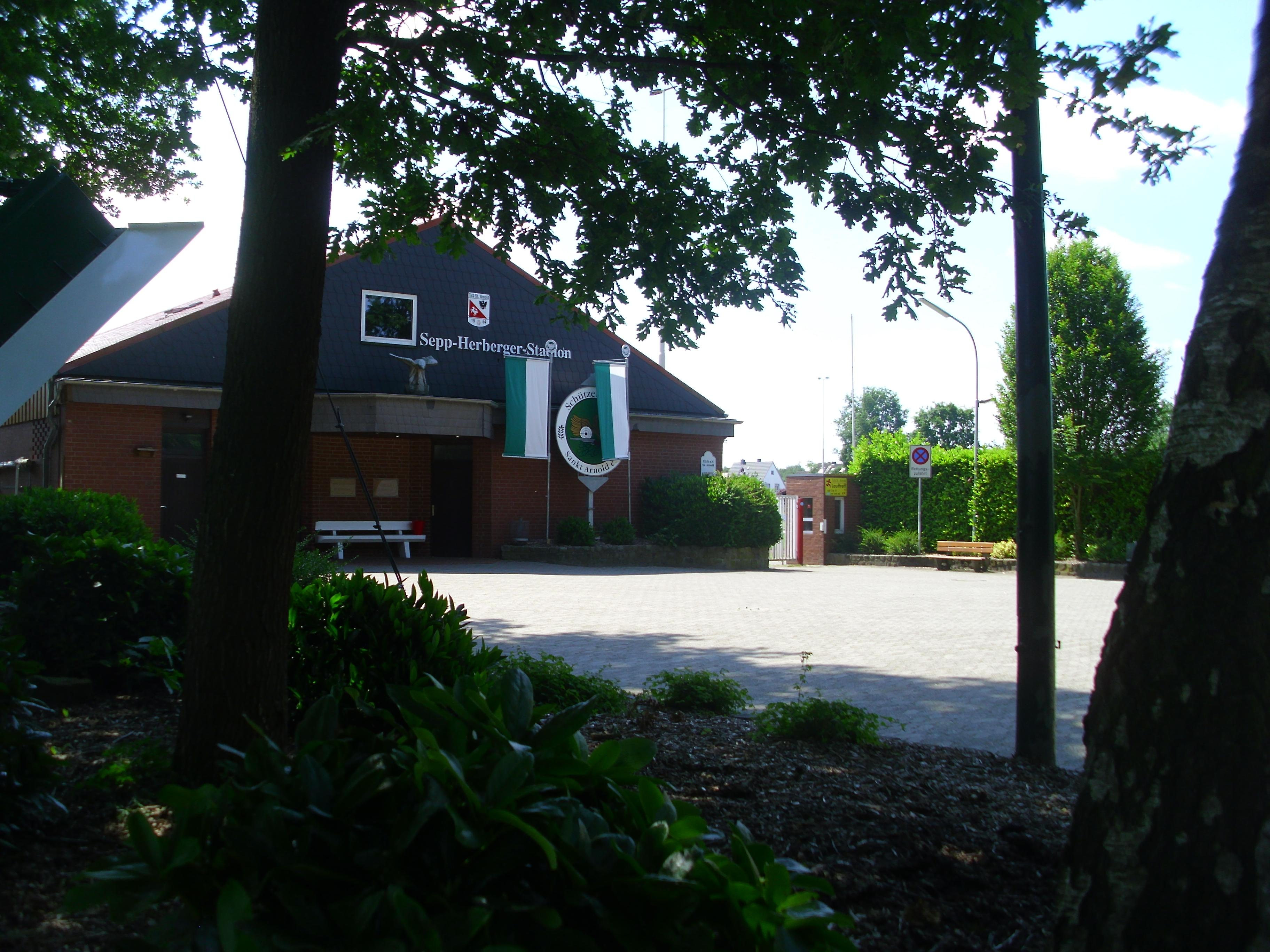
Eingangsbereich zum Sepp-Herberger-Stadion

Das Sepp-Herberger-Stadion des Vereins wurde 1968 durch den ehemaligen Fußballbundestrainer persönlich und im Beisein von Helmut Rahn, Bernd Trautmann und Berni Klodt eingeweiht. Es liegt am Ende der Sepp-Herberger-Straße in St. Arnold. Zum Vereinsgelände gehören mehrere Sportplätze, Tennisplätze und das Vereinsheim.
Die erste Fußballmannschaft wird in der Saison 2017/18 in der Kreisliga A, die zweite Mannschaft in der Kreisliga B und die dritte Mannschaft in der Kreisliga C spielen.

## Erfolgreiche Athleten
Ulrich Heckhuis, einer von neun Trainern, ist mit dem siebten Dan der zweithöchste in der Stilrichtung Gōjū-Ryū in Deutschland. Günter Woltering ist Träger des sechsten Dans, sieben weitere Karatekas tragen den vierten oder fünften Dan. Auch Ludger Niemann, Landestrainer von Nordrhein-Westfalen, gehört dem Verein an.
- Judith Nagel (u. a. Deutsche Meisterin 2000)
- Ludger Niemann (jeweils 3. der deutschen Meisterschaft 1994 und 1999 in der Kata)
- Christian Krämer (3. der deutschen Meisterschaft 1998)
- Claus Arnold (3. der deutschen Meisterschaft 1997 in der Kata)
- Guido Mohr (2. der deutschen Meisterschaft 1996)